# Новый Борг-эль-Араб
Новый Борг-эль-Араб (араб. برج العرب الجديدة‎) новый город площадью около 19 тысяч гектар, расположенный на Юго-запад Александрия (мухафаза), в 55 км от Александрия. Основан указом президента № 506 в 1979.